# Conte di Ranfurly
Conte di Ranfurly è un titolo nobiliare inglese nella Parìa d'Irlanda.

## Storia

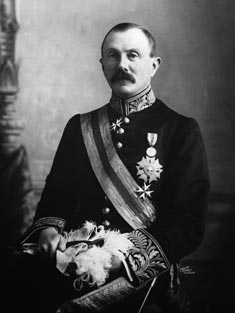
Uchter Knox, V conte di Ranfurly

Il titolo venne creato nel 1831 per Thomas Knox, II visconte Northland. Questi era stato parlamentare per la costituente della Contea di Tyrone nella camera dei comuni ed era stato già creato Barone Ranfurly, di Ramphorlie nella contea di Renfrew, nella Parìa del Regno Unito nel 1826. Knox era il figlio primogenito di Thomas Knox, il quale rappresentò la costituente di Dungannon alla camera dei comuni irlandese. Venne creato Barone Welles, di Dungannon nella Contea di Tyrone, nel 1781, e Visconte Northland, di Dungannon nella Contea di Tyrone, nel 1791. Entrambi i titoli vennero creati nella Parìa d'Irlanda. Lord Northland sedette anche nella camera dei lords britannica come uno dei 28 pari rappresentanti d'Irlanda originari.
Il I conte venne succeduto da suo figlio, il II conte, che fu membro del parlamento per la Contea di Tyrone e Dungannon. Suo figlio, il III conte, rappresentò Dungannon al parlamento ed alla sua prematura scomparsa nel 1858, avendo mantenuto i titoli per soli due mesi, vennero trasferiti al figlio di appena otto anni, il IV conte. Anch'egli morì giovanissimo e venne succeduto dal fratello minore, il V conte. Questi prestò servizio come Lord-in-Waiting nel terzo governo di Lord Salisbury e fu Governatore della Nuova Zelanda dal 1897 al 1904. Egli fu inoltre membro dell'Apprentice Boys of Derry Parent Club di Londonderry.
Suo nipote, il VI conte, noto come Dan Ranfurly, divenne un personaggio noto per i suoi exploits durante la Seconda Guerra mondiale e fu Governatore delle Bahamas dal 1953 al 1956. Sua moglie Hermione, contessa di Ranfurly, divenne nota per aver scritto delle memorie sulla vita del marito e sulla seconda guerra mondiale oltre ad aver fondato l'organizzazione oggi nota col nome di Book Aid International. La coppia ebbe una figlia ma nessun figlio maschio e pertanto attualmente i titoli sono passati al cugino di quarto grado dell'ultimo conte, pronipote e discendente di John Knox, figlio terzogenito del I conte.
La sede della famiglia è a Maltings Chase, presso Nayland, nel Suffolk.

## Visconti Northland (1791)
- Thomas Knox, I visconte Northland (1729–1818)
- Thomas Knox, II visconte Northland (1754–1840) (creato Conte di Ranfurly nel 1831)

## Conti di Ranfurly (1831)
- Thomas Knox, I conte di Ranfurly (1754–1840)
- Thomas Knox, II conte di Ranfurly (1786–1858)
- Thomas Knox, III conte di Ranfurly (1816–1858)
- Thomas Granville Henry Stuart Knox, IV conte di Ranfurly (1849–1875)
- Uchter John Mark Knox, V conte di Ranfurly (1856–1933)
- Thomas Daniel Knox, VI conte di Ranfurly (1913–1988)
- Gerald Francoys Needham Knox, VII conte di Ranfurly (n. 1929)

L'erede apparente è il figlio dell'attuale detentore del titolo, Edward John Knox, visconte Northland  (n. 1957).